# Крапівіна Нателла Вагіфівна
Нателла Крапівіна (7 квітня 1982 , Ашхабад ) — донька українського девелопера туркменського походження Вагіфа Алієва. Продюсер, кліпмейкер і режисер. Колишній музичний продюсер Світлани Лободи, творець телевізійного проєкту «Орел і решка» та продакшн-студії «TeenSpirit».

## Життєпис
Нателла народилася в Ашгабаті і до одинадцяти років жила в Туркменістані. 2003 року закінчила факультет міжнародного права в Київському інституті міжнародних відносин.

### TeenSpirit Studio
Нателлі хотілося бути ближче до творчості, тому вона створила продакшн-студію TeenSpirit. Створення «Орел і решка» було спонтанної ідеєю, яка переросла у масштабний проект. Завдяки підтримці Олени і Євгенія Синельникових, їм вдалося внести новинку в російськомовний сегмент телепередач. Студія також займається виробництвом відео і телепрограм: Навколо М з Лесею Нікітюк, «Кухня з Дмитром Шепелєвим» тощо.

### Світлана Лобода
У 2010 року Крапівіна познайомилася зі Світланою Лободою, з того часу вона була її музичною продюсеркою. У червні 2021 року вони припинили співпрацю. Це сталося на тлі скандалу з російським артистом Філіпом Кіркоровим.

### Gadar
У партнерстві з Лободою та її саундпродюсером Михайлом Кошовим Нателла заснувала музичний лейбл BogArt і в рамках його роботи представила перший сингл репера Gadar — «Не плачь».
Дебютний трек виконавця, у своїй творчості балансує на стику хіп-хопу, грайма і репу з елементами поп-музики, був записаний під керівництвом Нателли і Світлани.

## Телепроєкти

### Телепередачі і телепроєкти TeenSpirit Studio
- «Орел і решка» (Інтер, Пятница!, К1)
- «Орел і решка. Шопінг» (Інтер, Пятница!, К1)
- «Навколо М (Леся здеся — в Росії)» (Інтер, Пятница!)
- «Сімейний пес» (Інтер)
- «Кухня з Дмитром Шепелєвим» (Інтер)

### Серіали TeenSpirit Studio
- 2016 — Орел і решка. Новий рік (Пятница!)

## Відеографія
- Світлана Лобода — «Кохана» (2013)
- Світлана Лобода — «Смотришь в небо» (feat. Emin, 2014)
- Нюша — «Только» / «Don't You Wanna Stay» (2014)
- Світлана Лобода — «Не нужна», «Пора домой», «Облиш» (2015)
- Світлана Лобода — «К чёрту любовь», «Твои глаза» (2016)
- Gadar — «Не плачь» (2016)
- Світлана Лобода — «Случайная» (2017)
- Ночные снайперы — «Разбуди меня» (2017)

## Нагороди і номінації

### Телевізійні проекти
| Рік  | Премія                                       | Категорія                           | Назва                         | Результат |
| ---- | -------------------------------------------- | ----------------------------------- | ----------------------------- | --------- |
| 2014 | Індустріальна телевізійна премія ТЕФІ — 2014 | Розважальна програма «Спосіб життя» | «Орел і решка. На краю світу» | Перемога  |
| 2015 | Телетріумф                                   | Інформаційно-розважальна програма   | «Орел і решка»                | Перемога  |
| 2016 | Індустріальна телевізійна премія ТЕФІ — 2016 | Розважальна програма «Спосіб життя» | «Орел і решка. Кругосветка»   | Перемога  |
| 2016 | Телетріумф                                   | Інформаційно-розважальна програма   | «Орел і решка»                | Перемога  |

### Відеокліпи
| Рік  | Премія            | Категорія, робота                               | Результат |
| ---- | ----------------- | ----------------------------------------------- | --------- |
| 2015 | Yuna              | Кращий відеокліп («Смотришь в небо» feat. EMIN) | Номінація |
| 2015 | M1 Music Awards   | Кліп року («Пора домой»)                        | Перемога  |
| 2016 | Yuna              | Кращий відеокліп («Пора домой»)                 | Номінація |
| 2016 | Премія RU.TV 2016 | Відео на виїзді («Пора домой»)                  | Номінація |
| 2016 | M1 Music Awards   | Кліп року («К чёрту любовь»)                    | Перемога  |
| 2017 | Yuna              | Кращий відеокліп («К ..... любовь»)             | Номінація |